# Nancy Greene
Nancy Catherine Greene, po mężu Raine (ur. 11 maja 1943 w Ottawie) – kanadyjska narciarka alpejska, dwukrotna medalistka igrzysk olimpijskich, trzykrotna medalistka mistrzostw świata oraz dwukrotna triumfatorka Pucharu Świata.

## Kariera
Pierwszą duża międzynarodową imprezą w karierze Nancy Greene były igrzyska olimpijskie w Squaw Valley w 1960 roku. Wystąpiła tam we wszystkich trzech konkurencjach, najlepszy wynik osiągając w zjeździe, który ukończyła na 22. pozycji. Na rozgrywanych dwa lata później mistrzostwach świata w Chamonix w tej samej konkurencji była pięta, tracąc do podium 0,24 sekundy. Bez medalu wróciła również z igrzysk olimpijskich w Innsbrucku w 1964 roku, gdzie była siódma w zjeździe, piętnasta w slalomie oraz szesnasta w gigancie. Blisko swego pierwszego medalu na imprezie tej rangi była podczas mistrzostw świata w Portillo w 1966 roku, zajmując czwarte miejsce w gigancie. W zawodach tych walkę o podium przegrała z Francuzką Florence Steurer o 0,44 sekundy. Największe sukcesy osiągnęła na igrzyskach w Grenoble w 1968 roku, gdzie już w drugim starcie zdobyła srebrny medal w slalomie. Po pierwszym przejeździe zajmowała trzecie miejsce, tracąc do prowadzącej Judy Nagel z USA 1,26 sekundy. W drugim przejeździe osiągnęła najlepszy czas, co dało jej drugi łączny wynik, 0,29 sekundy za Francuzką Marielle Goitschel. Dwa dni później Greene zwyciężyła w gigancie, wyprzedzając o 2,64 sekundy Annie Famose z Francji i o 2,77 sekundy Fernande Bochatay ze Szwajcarii. Została tym samym pierwszą w historii złotą medalistką olimpijską w tej konkurencji reprezentującą Kanadę. Igrzyska w Grenoble były równocześnie mistrzostwami świata, jednak kombinację rozegrano tylko w ramach drugiej z tych imprez. W konkurencji tej Greene również zwyciężyła, wyprzedzając Marielle Goitschel i Annie Famose.
Greene wielokrotnie zdobywała medale mistrzostw kraju, w tym osiemnaście złotych: w zjeździe w latach 1963, 1965 i 1966, gigancie w latach 1962, 1964, 1965, 1967 i 1968, slalomie w latach 1963, 1964, 1965, 1967 i 1968 oraz kombinacji w latach 1963, 1965, 1966, 1967 i 1968. W 1968 roku została odznaczona Orderem Kanady. W 1968 roku otrzymała nagrodę Skieur d’Or, przyznawaną przez Międzynarodowe Stowarzyszenie Dziennikarzy Narciarskich. W 1999 roku wygrała plebiscyt na kanadyjską sportsmenkę stulecia.
Po zakończeniu kariery trenowała reprezentację Kanady w latach 1968–1973. Od 1994 roku jest dyrektorem ośrodka narciarskiego w Sun Peaks. W 2009 roku zasiadła w izbie wyższej parlamentu federalnego Kanady z ramienia Konserwatywnej Partii Kanady.

## Osiągnięcia

### Igrzyska olimpijskie
| Miejsce | Dzień     | Rok  | Miejscowość  | Konkurencja | Czas biegu | Strata | Zwyciężczyni        |
| ------- | --------- | ---- | ------------ | ----------- | ---------- | ------ | ------------------- |
| 22.     | 20 lutego | 1960 | Squaw Valley | Zjazd       | 1:37,6     | +10,7  | Heidi Biebl         |
| 26.     | 23 lutego | 1960 | Squaw Valley | Gigant      | 1:39,9     | +7,5   | Yvonne Rüegg        |
| 31.     | 26 lutego | 1960 | Squaw Valley | Slalom      | 1:49,6     | +28,4  | Anne Heggtveit      |
| 15.     | 1 lutego  | 1964 | Innsbruck    | Slalom      | 1:29,86    | +11,56 | Christine Goitschel |
| 16.     | 3 lutego  | 1964 | Innsbruck    | Gigant      | 1:52,24    | +5,52  | Marielle Goitschel  |
| 7.      | 6 lutego  | 1964 | Innsbruck    | Zjazd       | 1:55,39    | +3,84  | Christl Haas        |
| 10.     | 10 lutego | 1968 | Grenoble     | Zjazd       | 1:40,87    | +2,25  | Olga Pall           |
| 2.      | 13 lutego | 1968 | Grenoble     | Slalom      | 1:25,86    | +0,29  | Marielle Goitschel  |
| 1.      | 15 lutego | 1968 | Grenoble     | Gigant      | 1:51,97    | —      | —                   |

### Mistrzostwa świata
| Miejsce | Dzień       | Rok  | Miejscowość  | Konkurencja | Czas biegu | Strata      | Zwyciężczyni        |
| ------- | ----------- | ---- | ------------ | ----------- | ---------- | ----------- | ------------------- |
| 22.     | 20 lutego   | 1960 | Squaw Valley | Zjazd       | 1:37,6     | +10,7       | Heidi Biebl         |
| 26.     | 23 lutego   | 1960 | Squaw Valley | Gigant      | 1:39,9     | +7,5        | Yvonne Rüegg        |
| 31.     | 26 lutego   | 1960 | Squaw Valley | Slalom      | 1:49,6     | +28,4       | Anne Heggtveit      |
| 15.     | 26 lutego   | 1960 | Squaw Valley | Kombinacja  | 6,96 pkt   | +25,52 pkt  | Anne Heggtveit      |
| 18.     | 11 lutego   | 1962 | Chamonix     | Gigant      | 1:41,53    | +5,29       | Marianne Jahn       |
| 29.     | 14 lutego   | 1962 | Chamonix     | Slalom      | 1:34,84    | +54,92      | Christl Haas        |
| 18.     | 17 lutego   | 1962 | Chamonix     | Kombinacja  | 41,13 pkt  | +232,84 pkt | Marielle Goitschel  |
| 5.      | 17 lutego   | 1962 | Chamonix     | Zjazd       | 2:14,00    | +4,92       | Christl Haas        |
| 15.     | 1 lutego    | 1964 | Innsbruck    | Slalom      | 1:29,86    | +11,56      | Christine Goitschel |
| 16.     | 3 lutego    | 1964 | Innsbruck    | Gigant      | 1:52,24    | +5,52       | Marielle Goitschel  |
| 7.      | 6 lutego    | 1964 | Innsbruck    | Zjazd       | 1:55,39    | +3,84       | Christl Haas        |
| 8.      | 6 lutego    | 1964 | Innsbruck    | Kombinacja  | 34,82 pkt  | +80,51 pkt  | Marielle Goitschel  |
| 7.      | 5 sierpnia  | 1966 | Portillo     | Slalom      | 1:30,48    | +2,78       | Annie Famose        |
| 4.      | 11 sierpnia | 1966 | Portillo     | Gigant      | 1:22,64    | +2,74       | Marielle Goitschel  |
| DNF     | 14 sierpnia | 1966 | Portillo     | Zjazd       | 1:33,42    | -           | Marielle Goitschel  |
| 10.     | 10 lutego   | 1968 | Grenoble     | Zjazd       | 1:40,87    | +2,25       | Olga Pall           |
| 2.      | 13 lutego   | 1968 | Grenoble     | Slalom      | 1:25,86    | +0,29       | Marielle Goitschel  |
| 1.      | 15 lutego   | 1968 | Grenoble     | Gigant      | 1:51,97    | —           | —                   |
| 1.      | 17 lutego   | 1968 | Grenoble     | Kombinacja  | 16,31 pkt  | —           | —                   |

### Puchar Świata

#### Miejsca w klasyfikacji generalnej
- sezon 1966/1967: 1.
- sezon 1967/1968: 1.

#### Miejsca na podium w zawodach
| LP  | Data             | Miejscowość     | Konkurencja | Czas biegu | Strata | Miejsce | Zwyciężczyni        |
| --- | ---------------- | --------------- | ----------- | ---------- | ------ | ------- | ------------------- |
| 1.  | 7 stycznia 1967  | Oberstaufen     | Slalom      | 1:19,33    | —      | 1.      | —                   |
| 2.  | 8 stycznia 1967  | Oberstaufen     | gigant      | 1:18,58    | —      | 1.      | —                   |
| 3.  | 11 stycznia 1967 | Grindelwald     | Gigant      | 1:36,06    | —      | 1.      | —                   |
| 4.  | 13 stycznia 1967 | Grindelwald     | Zjazd       | 2:05,32    | —      | 1.      | —                   |
| 5.  | 19 stycznia 1967 | Schruns         | Slalom      | 1:44,68    | +1,30  | 3.      | Marielle Goitschel  |
| 6.  | 11 marca 1967    | Franconia       | Gigant      | 1:18,36    | +0,18  | 3.      | Christine Goitschel |
| 7.  | 19 marca 1967    | Vail            | Gigant      | 1:16,14    | —      | 1.      | —                   |
| 8.  | 24 marca 1967    | Jackson Hole    | Gigant      | 2:50,03    | —      | 1.      | —                   |
| 9.  | 27 marca 1967    | Jackson Hole    | Slalom      | 1:30,67    | —      | 1.      | —                   |
| 10. | 5 stycznia 1968  | Oberstaufen     | Gigant      | 1:27,24    | +1,52  | 3.      | Fernande Bochatay   |
| 11. | 6 stycznia 1968  | Oberstaufen     | Slalom      | 1:20,28    | +0,66  | 3.      | Marielle Goitschel  |
| 12. | 10 stycznia 1968 | Grindelwald     | Gigant      | 1:23.29    | —      | 1.      | —                   |
| 13. | 13 lutego 1968   | Grenoble        | Slalom      | 1:26,15    | +0,29  | 2.      | Marielle Goitschel  |
| 14. | 15 lutego 1968   | Grenoble        | Gigant      | 1:51,97    | —      | 1.      | —                   |
| 15. | 23 lutego 1968   | Chamonix        | Zjazd       | 2:05,61    | —      | 1.      | —                   |
| 16. | 15 marca 1968    | Aspen           | Zjazd       | 1:33,29    | —      | 1.      | —                   |
| 17. | 16 marca 1968    | Aspen           | Slalom      | 1:28,48    | —      | 1.      | —                   |
| 18. | 17 marca 1968    | Aspen           | Gigant      | 1:26,02    | —      | 1.      | —                   |
| 19. | 31 marca 1968    | Rossland        | Gigant      | 1:26,85    | —      | 1.      | —                   |
| 20. | 7 kwietnia 1968  | Heavenly Valley | Slalom      | 1:48,84    | +0,53  | 2.      | Gertrud Gabl        |